# Ooievaarstraat

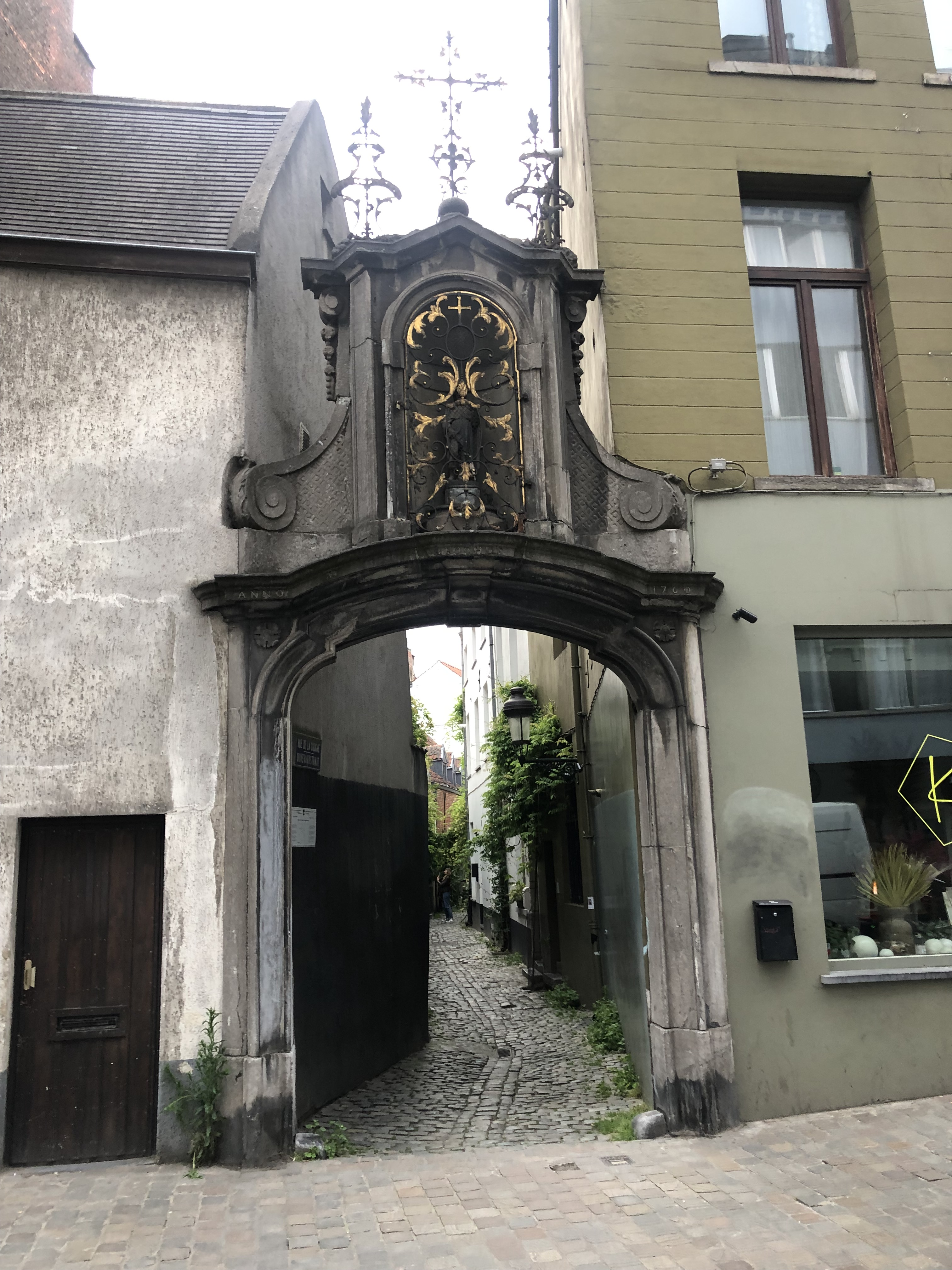
De Sint-Rochuspoort vormt de zuidelijke ingang van de Ooievaarstraat, kruisend aan de Papenvest

De Ooievaarstraat (Frans: Rue de la Cigogne) is een 70 m lang steegje in het centrum van Brussel. Het verbindt de Vlaamsesteenweg met de Papenvest, waar het wordt overkoepeld door de Sint-Rochuspoort. Tot de jaren tachtig huisde in de Ooievaarstraat een bescheiden bevolking van arbeiders, voermannen en marskramers. De Ooievaarstraat kent een grauwe geschiedenis, maar vandaag zijn de nieuwe bewoners welgesteld en in staat om goed onderhoud te verrichten.

## Beschrijving
Door haar smalle en bochtige tracé wordt de Ooievaarstraat soms tot de Brusselse gangen gerekend, maar ze loopt niet dood en is eigenlijk een steeg. Normaliter is de Ooievaarstraat afgesloten met tralies ter hoogte van huis no 138 in de Vlaamsesteenweg, om een geborgen effect te creëren voor de bewoners van de gang. De open ingang bevindt zich onder de Sint-Rochuspoort in de Papenvest. Deze poort werd gebouwd ter ere van de heilige Rochus van Montpellier die zijn leven in de veertiende eeuw wijdde aan pestlijders.

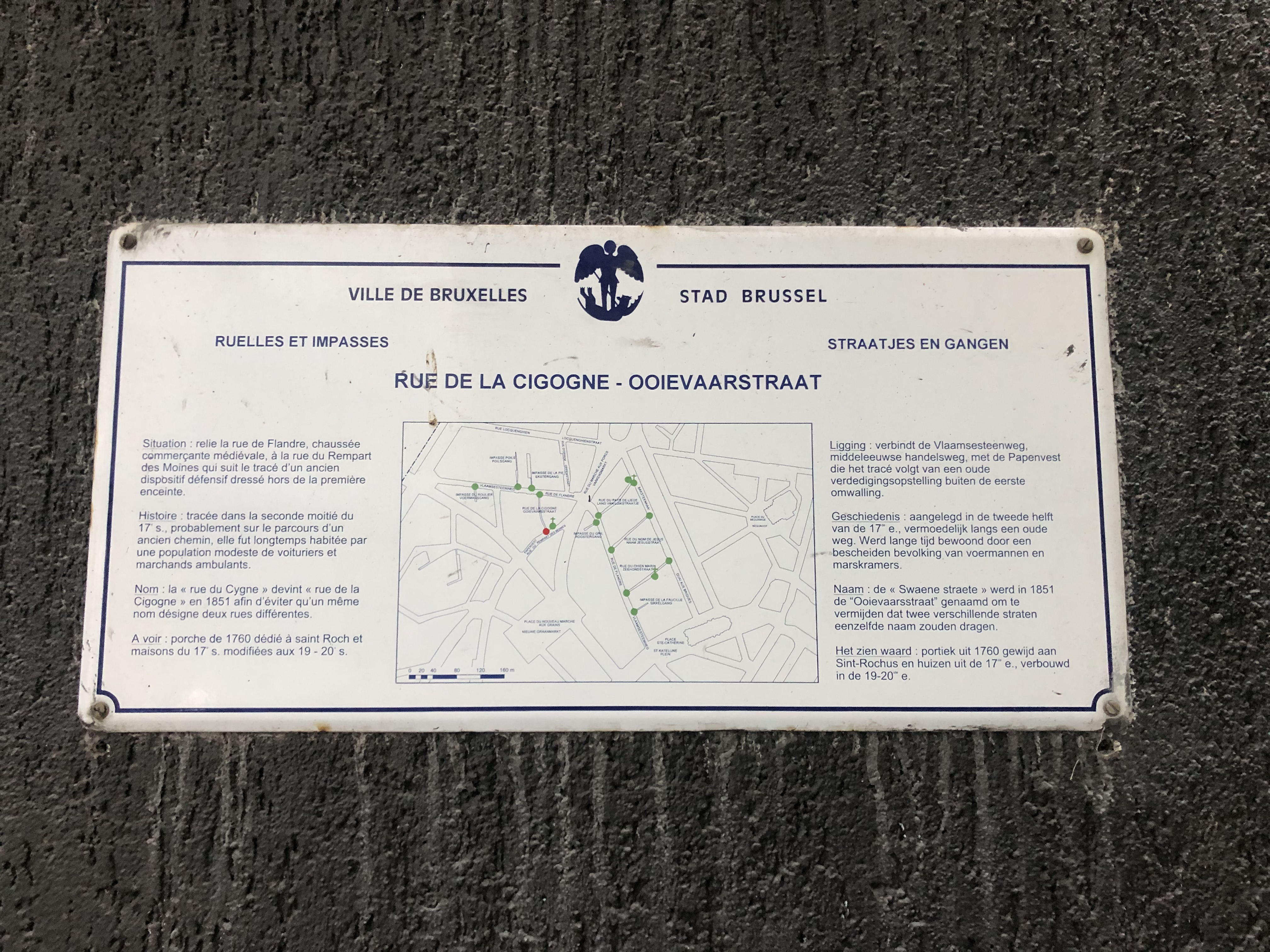
De infokaart van de Ooievaarstraat in Frans en Nederlands

Eigenaardig genoeg bevinden in sommige gevallen de kelders van de huizen zich onder de woningen van buren. Deze bizarre constructies zijn waarschijnlijk doorgevoerd door een persoon die eigenaar was van de hele gang toen hier arbeiderswoningen waren.

## Geschiedenis
De vroegste aantekening van de Ooievaarstraat is teruggevonden op kaarten van Brussel die dateren uit de achttiende eeuw waar de gang op te zien is, zij het onder een andere naam: Zwanenstraatje of Swaene Straete. Om verwarring te voorkomen met andere straten met dezelfde naam is deze later vervangen door Ooievaarstraat.
Er hebben verbouwingen plaatsgevonden in de tweede helft van de zeventiende eeuw. De huidige kasseien en lantaarns stammen af van die tijd.
Net als andere gangen in Brussel, speelde de Ooievaarstraat een rol tijdens de industrialisatie van Brussel. In de vroege-industrialisatieperiode waren ook in de Ooievaarstraat de levensomstandigheden barslecht en onhygiënisch. Wateroverlast veroorzaakte een natte en rotte bodem waardoor besmettelijke huidziekten onder de verzamelnaam ‘de pest’ vliegensvlug verspreidden. De situatie wat betreft hygiëne beterde dankzij de overwelving van de Zenne in 1871.
Halverwege de negentiende eeuw waren er fricties tussen het openbaar bestuur van Brussel en de eigenaren van de gangen in de stad. De wet van 1 februari 1844 introduceerde het politietoezicht op de openbare weg en mede door het heersende liberalisme waren er moeilijkheden met de omschrijvingen van openbare orde en privébezit. Tot voordien waren de volledige gangen privé-eigendom en dat leidde tot discussie over waar de openbare orde en de bijbehorende reglementering van toepassing moesten zijn. Ook in de Ooievaarstraat was dit een moeilijke kwestie, omdat de tralies het privébezit dienden af te bakenen van de openbare ruimte. De tralies aan de Ooievaarstraat waren geen uitzondering op andere gangen die ook werden afgebakend.
In de jaren tachtig van de vorige eeuw werd op vraag van de bewoners de vrije doorloop van de gang opnieuw gedwarsboomd met behulp van tralies om de drugshandel die toen een toppunt bereikte te bestrijden in de gang. Klachten over inbraak, afvalstorting en nachtlawaai zijn eveneens geminderd nadat het hek werd geplaatst.

## Erfgoed
De Ooievaarstraat was in 1984 de eerste straat in Brussel die beschermd werd als erfgoed.
In het Sint-Lukasarchief werd, naast verschillende andere historische straten in Brussel, de Ooievaarstraat in 1979 omschreven als stedelijk landschap met een historisch, stedenbouwkundig belang en een schilderachtig karakter, wat nodig was om het beschermingsstatuut te verkrijgen.
Parallel daaraan werd in 1979 het eerste voorstel ingediend door de Koninklijke Commissie voor Monumenten en Landschappen (KCML) om de Ooievaarstraat samen met de Sint-Rochuspoort te beschermen. De dringende aanleiding was een dreigend bouwproject waarvoor de historische gebouwen zouden worden afgebroken. Bij koninklijk besluit zijn sinds 7 december 1984 de Ooievaarstraat en de Sint-Rochuspoort beschermd erfgoed.

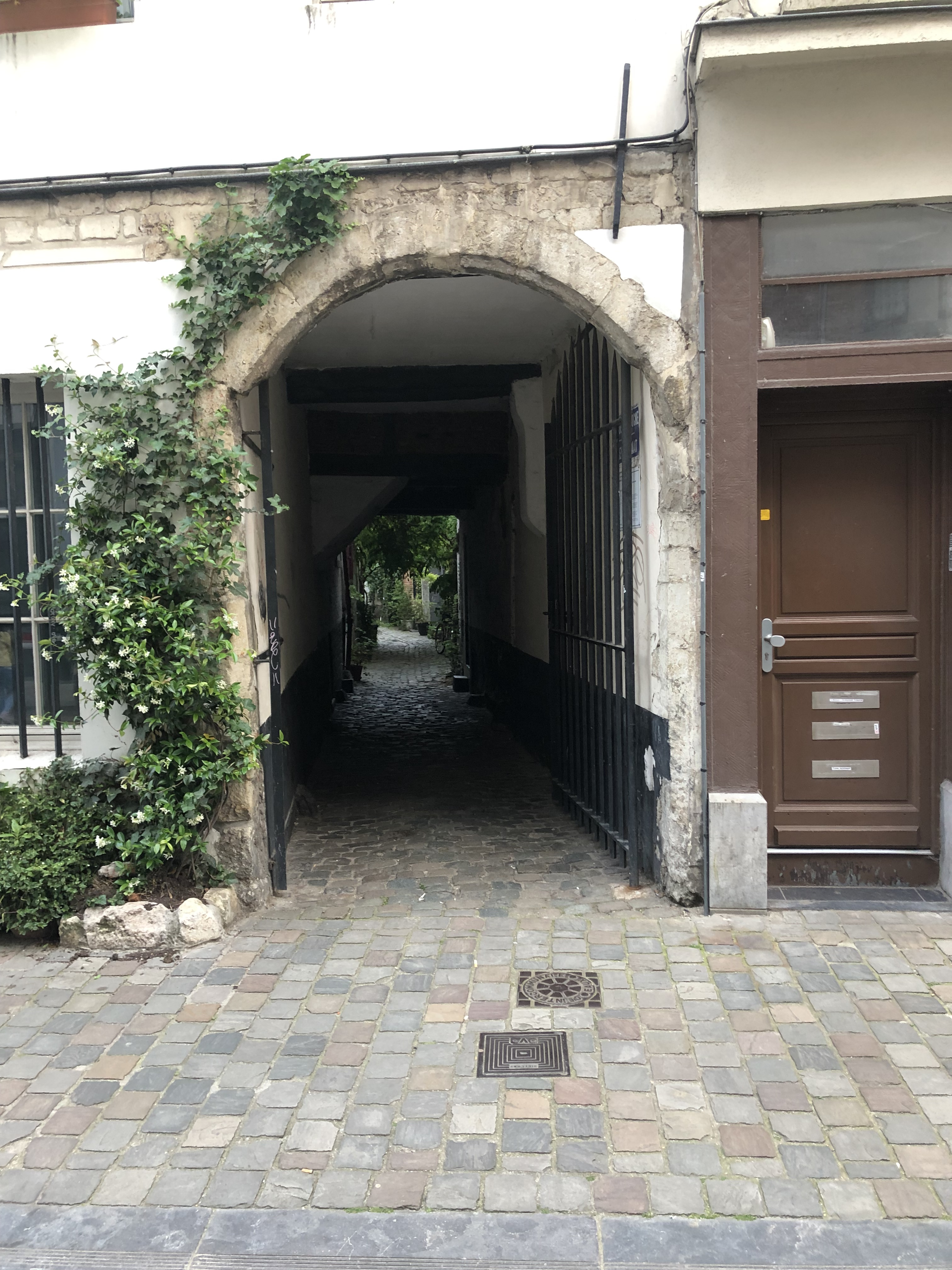
De noordelijke ingang van de Ooievaarstraat kruist de Vlaamsesteenweg en beschikt over een hek van tralies dat de doorloop kan afsluiten
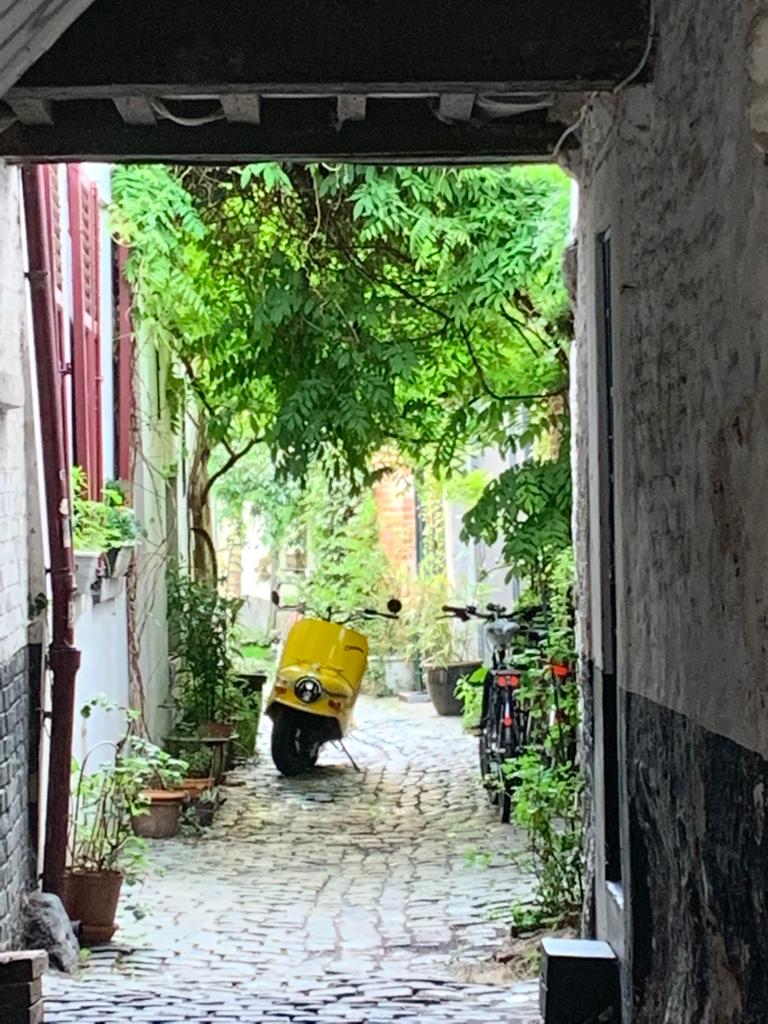
Tegenwoordig wordt de Ooievaarstraat ervaren als een aangename straat om in te wonen